# وسکویل
وسکویل (به فرانسوی: Vascœuil) یک کمون در فرانسه است که در Canton of Lyons-la-Forêt واقع شده‌است.

## خصوصیات
وسکویل ۷٫۳۹ کیلومترمربع مساحت و ۳۳۴ نفر جمعیت دارد و ۵۷ متر بالاتر از سطح دریا واقع شده‌است.